# Ernst Elsenhans
Ernst Elsenhans (* 26. September 1815 in Feuerbach, Württemberg; † 7. August 1849 in Rastatt, Baden) war ein deutscher Revolutionär der Märzrevolution in den Staaten des Deutschen Bundes, genauer der badischen Revolution von 1848/1849.

## Leben
Elsenhans war ein Sohn des kinderreichen Feuerbacher Schultheiß Johannes Elsenhans (1777–1841). Nach dem Abitur ging er zum Studium der Theologie an die Universität Tübingen. 1833 wurde er Mitglied der Burschenschaft Germania Tübingen, in der auch Ludwig Uhland aktiv war. So kam er mit dem liberalen und revolutionären Gedankengut in Berührung, das für sein weiteres Leben prägend sein sollte. Er brach das Theologiestudium ab und wurde nach mehreren Zwischenstationen als Hauslehrer und Literat Journalist in Mannheim („Mannheimer Abendzeitung“). Dort traf er unter anderem auch Friedrich Hecker. Elsenhans forderte neben dem Sturz der Monarchie einen Umbau der Sozialordnung zum Zwecke sozialen Ausgleichs, das spätere Sozialstaatsgebot.
Am 5./8. Juli 1848 rief Elsenhans in der Heidelberger Zeitung Die Republik die Soldaten zur Gehorsamsverweigerung auf, falls ihnen befohlen würde, gegen ihre Mitbürger oder die „Sache der Freiheit“ anzugehen. Daraufhin wurde er vom Mannheimer Oberhofgericht wegen Anstiftung zum Hochverrat zu fünf Monaten Arbeitshaus und drei Monaten Festungshaft in Kißlau verurteilt. Weil Gefangene ihr Essen selbst bezahlen mussten, hatte Elsenhans im November bereits 53 Gulden Schulden. Er erhielt nun seine Verpflegung „auf dem Armenwege“ und wurde krank, worauf am 23. Januar 1849 seine Strafe in „Festungsstrafe leichteren Grades“ umgewandelt wurde.
Während der Mairevolution 1849 wurde Elsenhans befreit und auf eigene Bitte von Gustav Struve als 2. Sekretär im Kriegsministerium der Revolutionsregierung eingesetzt. Nach der Flucht des Ministers blieb er als Sekretär des stellvertretenden Kriegsministers, Enno Sander und war Redakteur der Zeitung Der Festungs-Bote, die in der vom 2. preußischen Armeekorps zernierten Bundesfestung Rastatt vom 7. Juli 1849 bis zum 22. Juli 1849, dem Tag vor der Übergabe der Festung Rastatt an die Preußen, in 14 Ausgaben erschien. Diese Aufgabe nahm er im Einverständnis mit dem stellvertretenden Kriegsminister der badischen Revolutionsregierung Enno Sander und dem Gouverneur der Festung Gustav Tiedemann wahr.
Zugleich war er Vorstandsmitglied des „Clubs für entschiedenen Fortschritt“.
Elsenhans wurde am 30. Juli 1849 von der 'Untersuchungs-Kommission für standrechtliches Verfahren' vernommen. Die Artikel seiner Zeitung dienten der Anklage als Beweismaterial für „Hochverrat und Aufreizung zu fortgesetztem Widerstand gegen die Obrigkeit“. Elsenhans war dagegen der Überzeugung, nur vom Recht auf Pressefreiheit Gebrauch gemacht zu haben. Der Prozess fand am 6. August 1849 statt. Das Gericht beschloss „Tod durch Erschießen“. Er wurde von preußischen Truppen am darauffolgenden Morgen füsiliert. Von acht Kugeln getroffen, tötete ihn jedoch erst ein Bajonettstoß.

## Gedenken
In Rastatt ist die Ernst-Elsenhans-Straße nach ihm benannt. Die Namensgebung für eine Schule auf Antrag der SPD scheiterte in den 90er Jahren an der CDU-Fraktion des Stadtparlaments. An seinem 150. Todestag wurde in Rastatt ein Denkmal enthüllt, das ihn als Freiheitskämpfer mit der Feder ehrt. In Stuttgart-Feuerbach, wo sich das Geburtshaus befand, erinnert an eine 1938 umbenannte Straße zwar an die alteingesessene Familie als Ganzes, jedoch wurde entschieden, keine Einzelpersönlichkeit zu benennen, da die nationalsozialistischen Machthaber nicht an demokratisch gesinnte Familienmitglieder erinnern wollten.